# Rebutia heliosa
Rebutia heliosa är en kaktusväxtart som beskrevs av Walter Rausch. Rebutia heliosa ingår i släktet Rebutia och familjen kaktusväxter. Inga underarter finns listade i Catalogue of Life.

## Bildgalleri

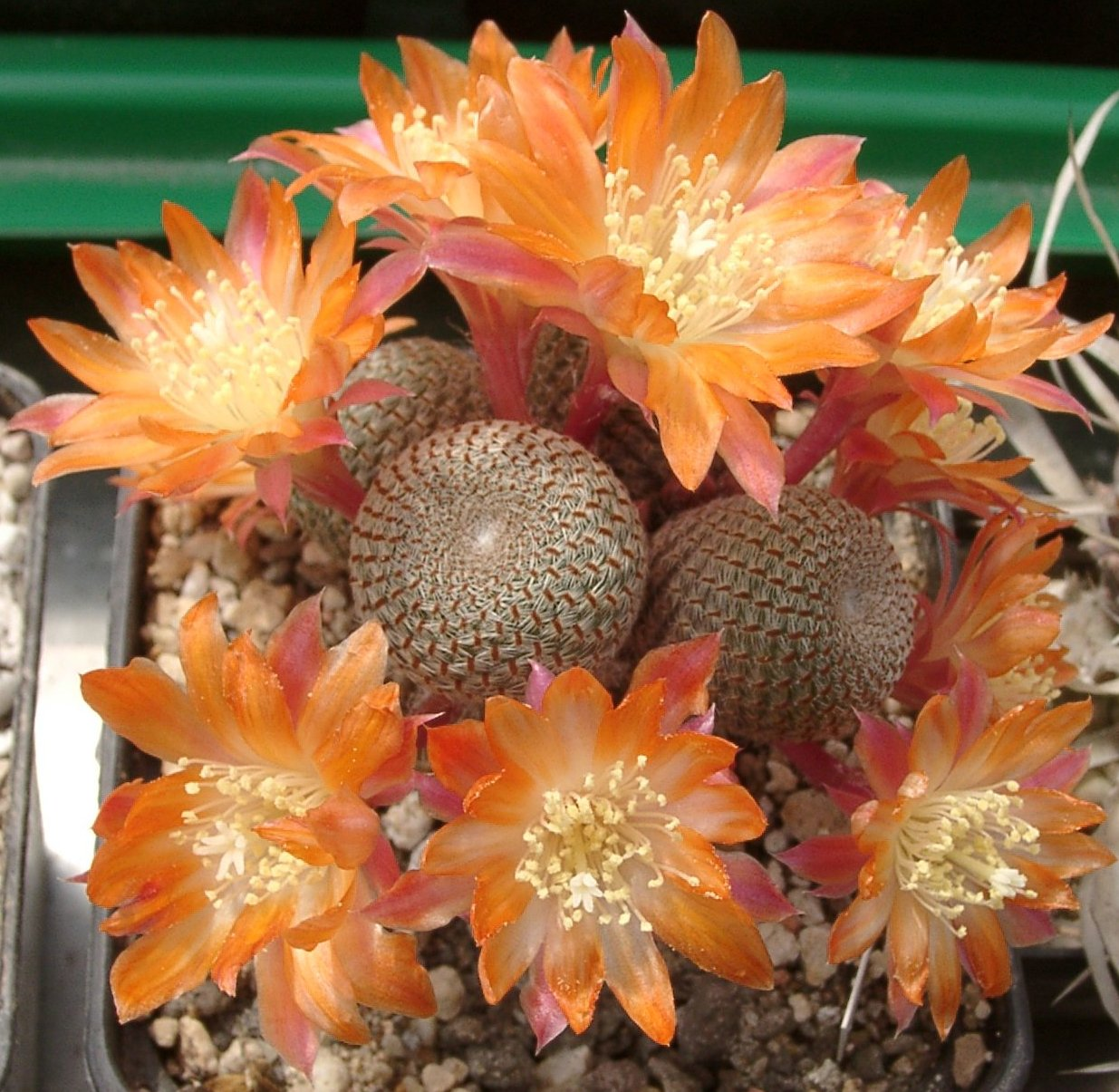
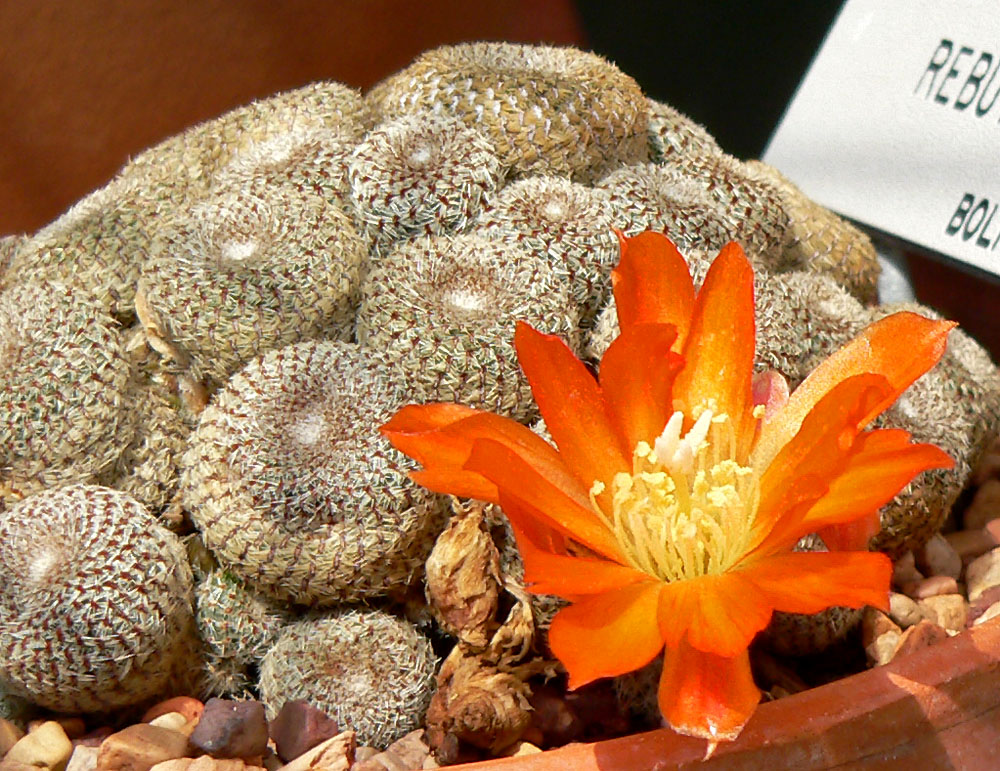
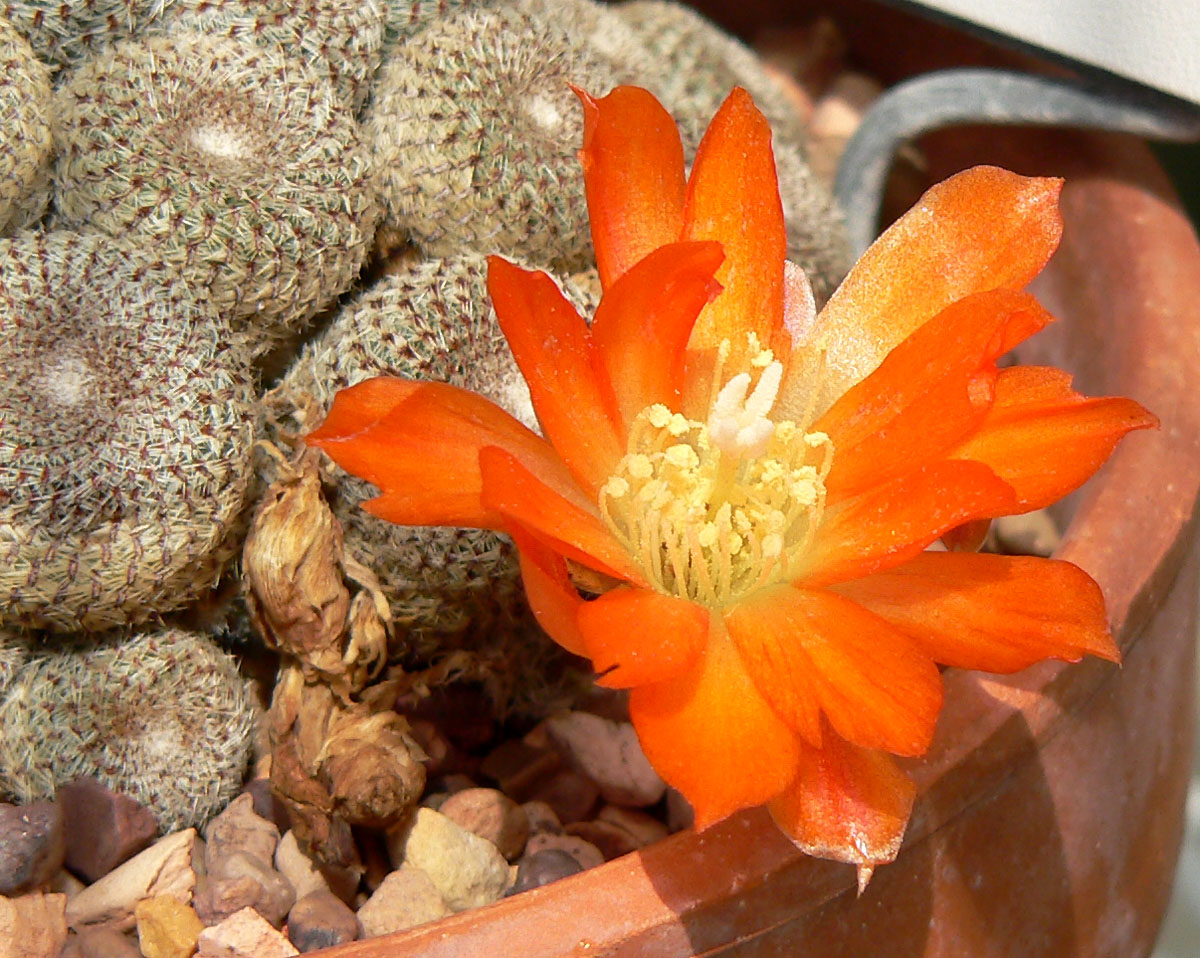
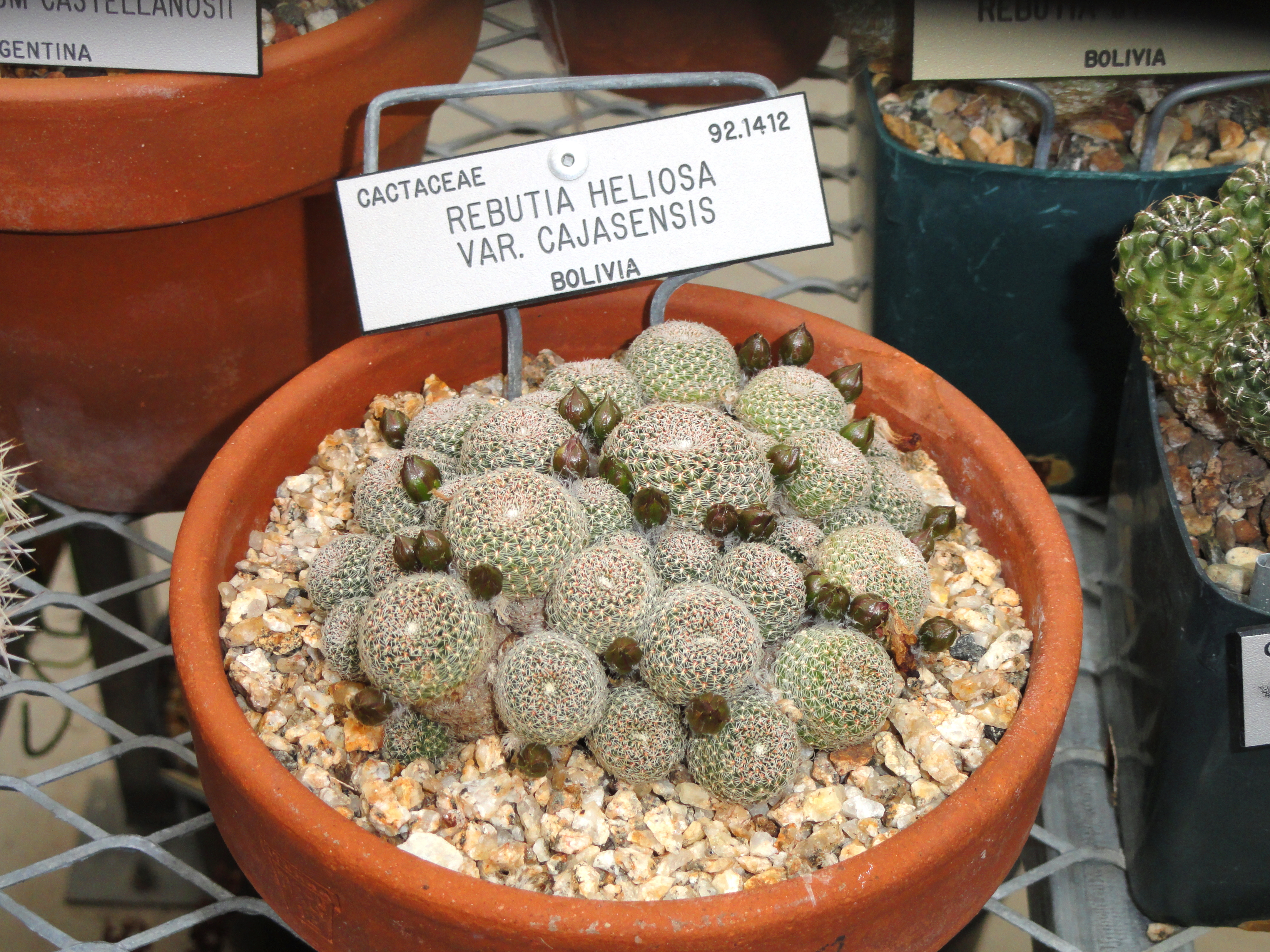
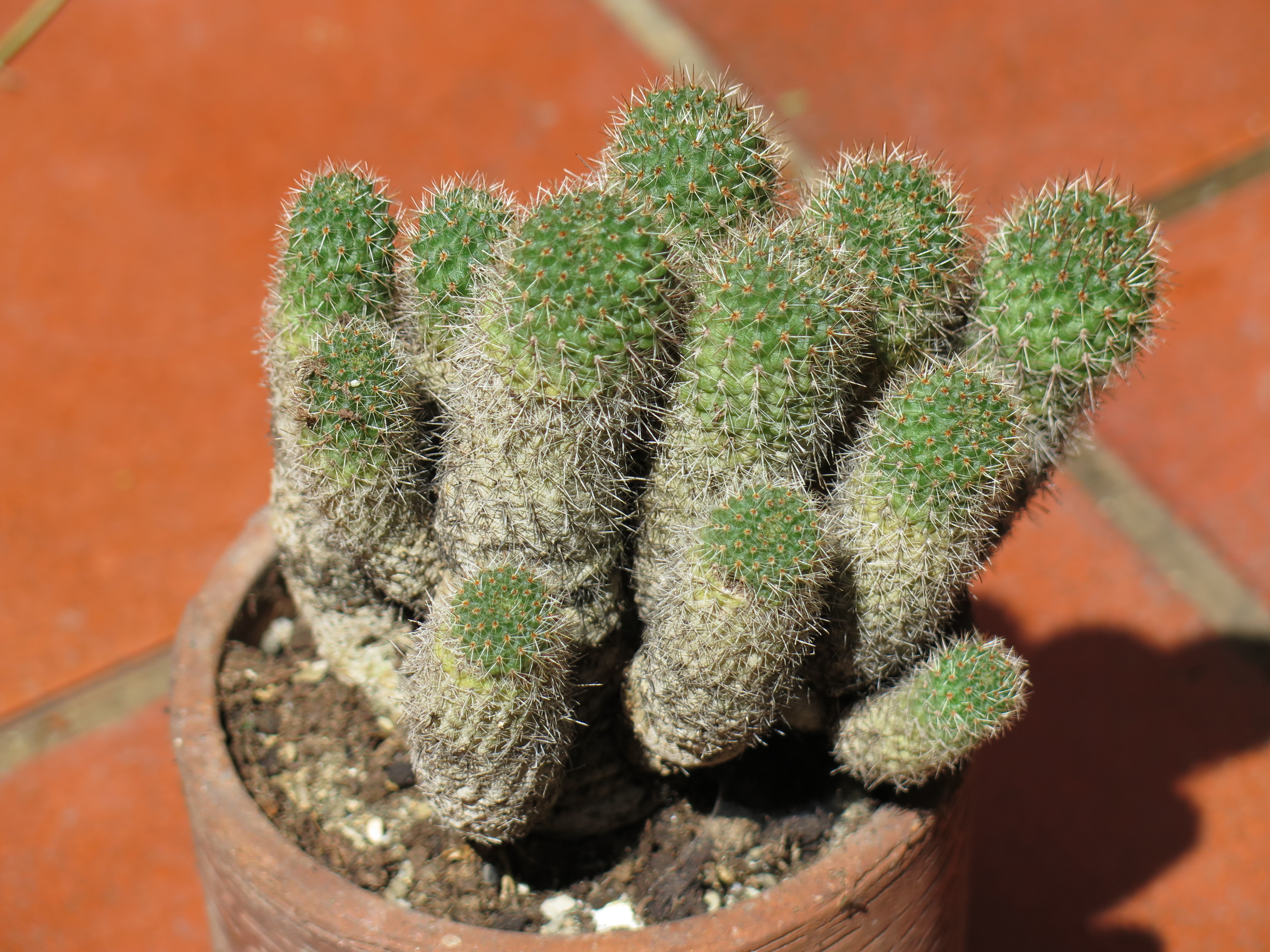
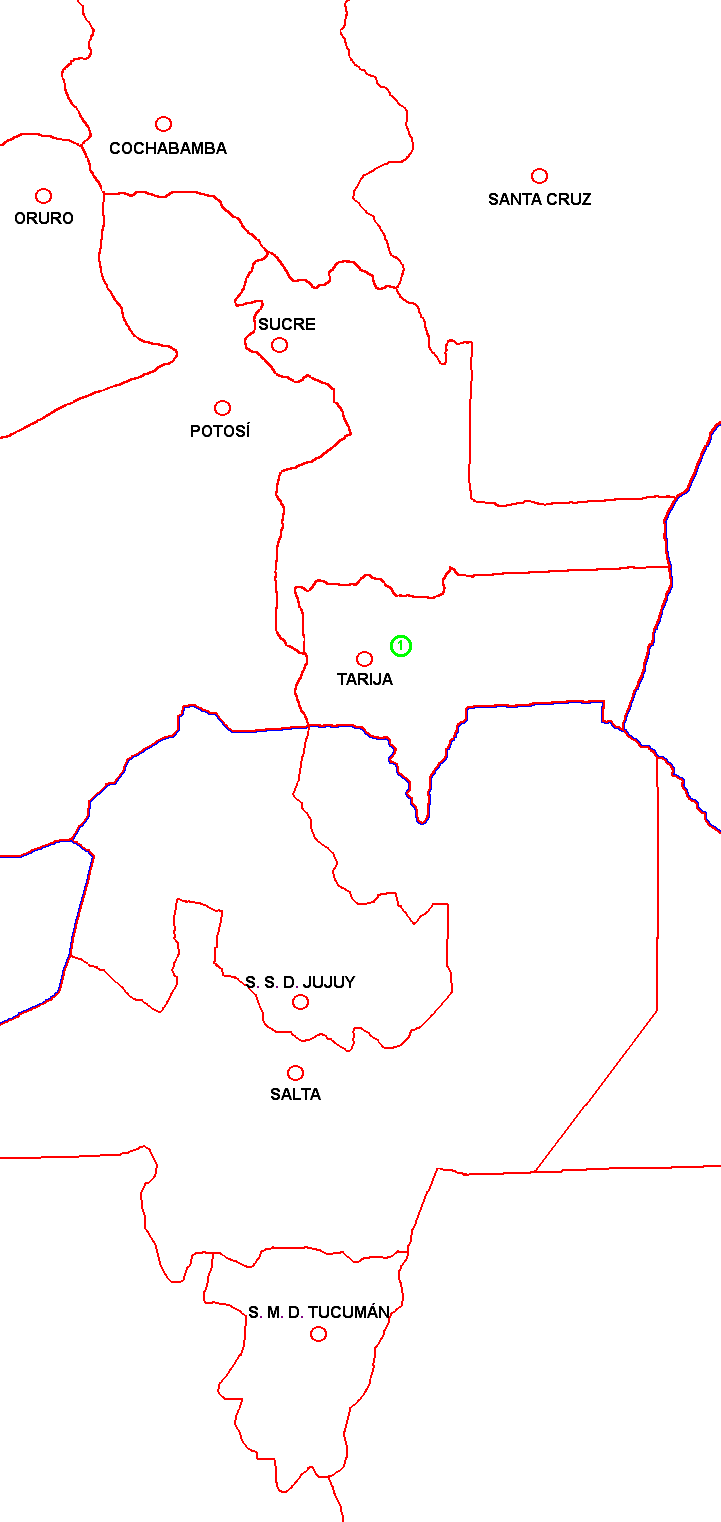